# 佩尔·考费尔特
佩尔·考费尔特（瑞典語：Per Kaufeldt，1902年8月1日—1956年3月21日），瑞典男子足球运动员，司职前锋。他曾代表瑞典国家队参加1924年夏季奥林匹克运动会足球比赛，获得一枚铜牌。